# Baschar al-Dschafari

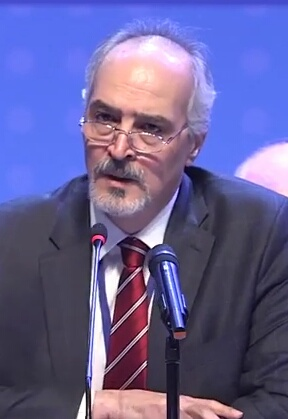
Baschar al-Dschafari

Baschar al-Dschafari (arabisch بشار الجعفري, DMG Baššār al-Ǧaʿfarī, * 14. April 1956 in Damaskus, Syrische Republik) ist seit 2006 der derzeitige Ständige Vertreter (UN-Botschafter) Syriens bei den Vereinten Nationen.
Al-Dschafari studierte an der Universität Damaskus, der Universität Sceaux in Frankreich, der Universität Paris und an der Universität Scharif Hedayatullah in Jakarta.
Al-Dschafari ist Mitglied des syrischen Ablegers der Arabisch-Sozialistischen Baath-Partei.